# Szertartályos gőzmozdony

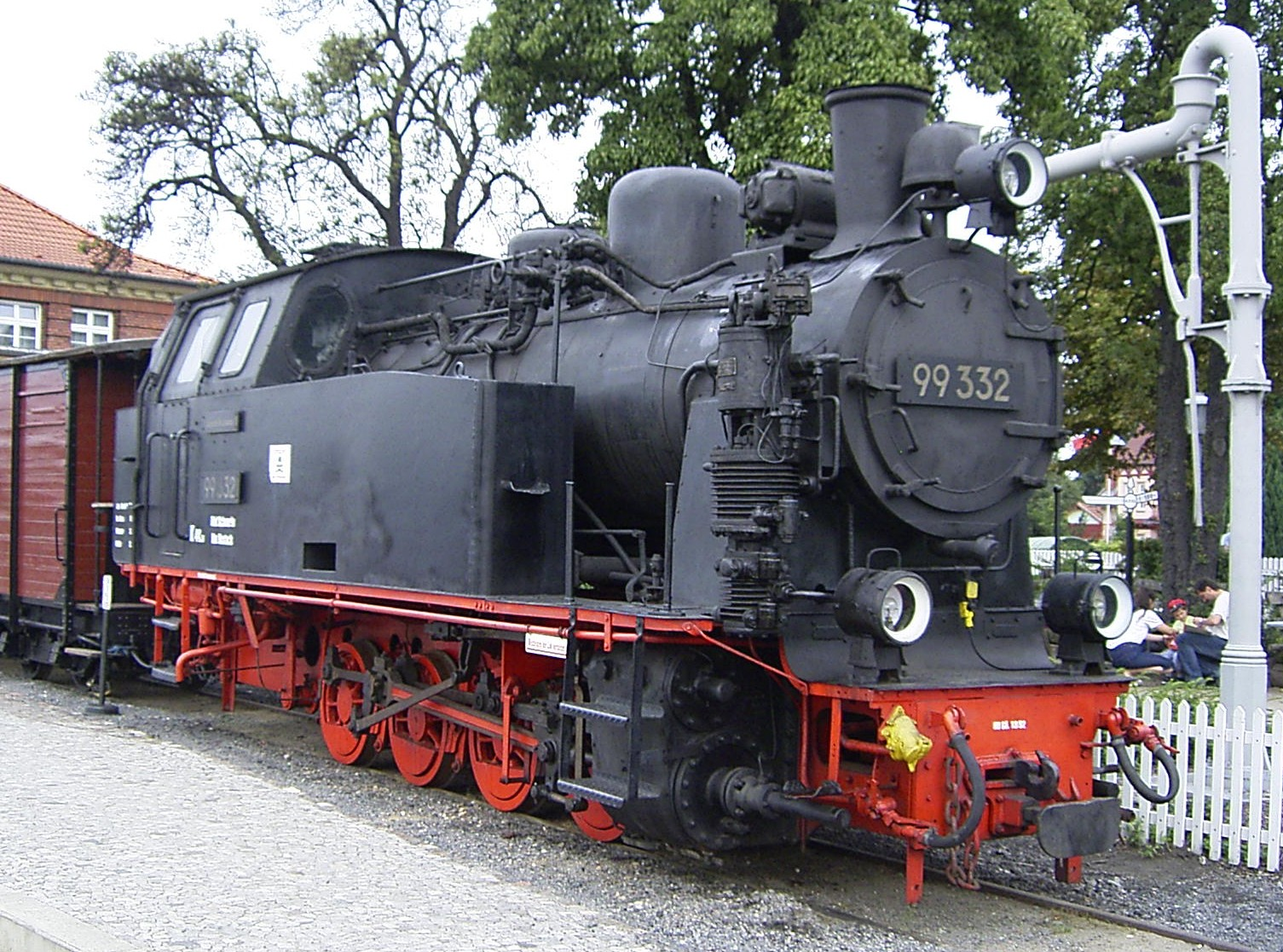
Német szertartályos gőzmozdony

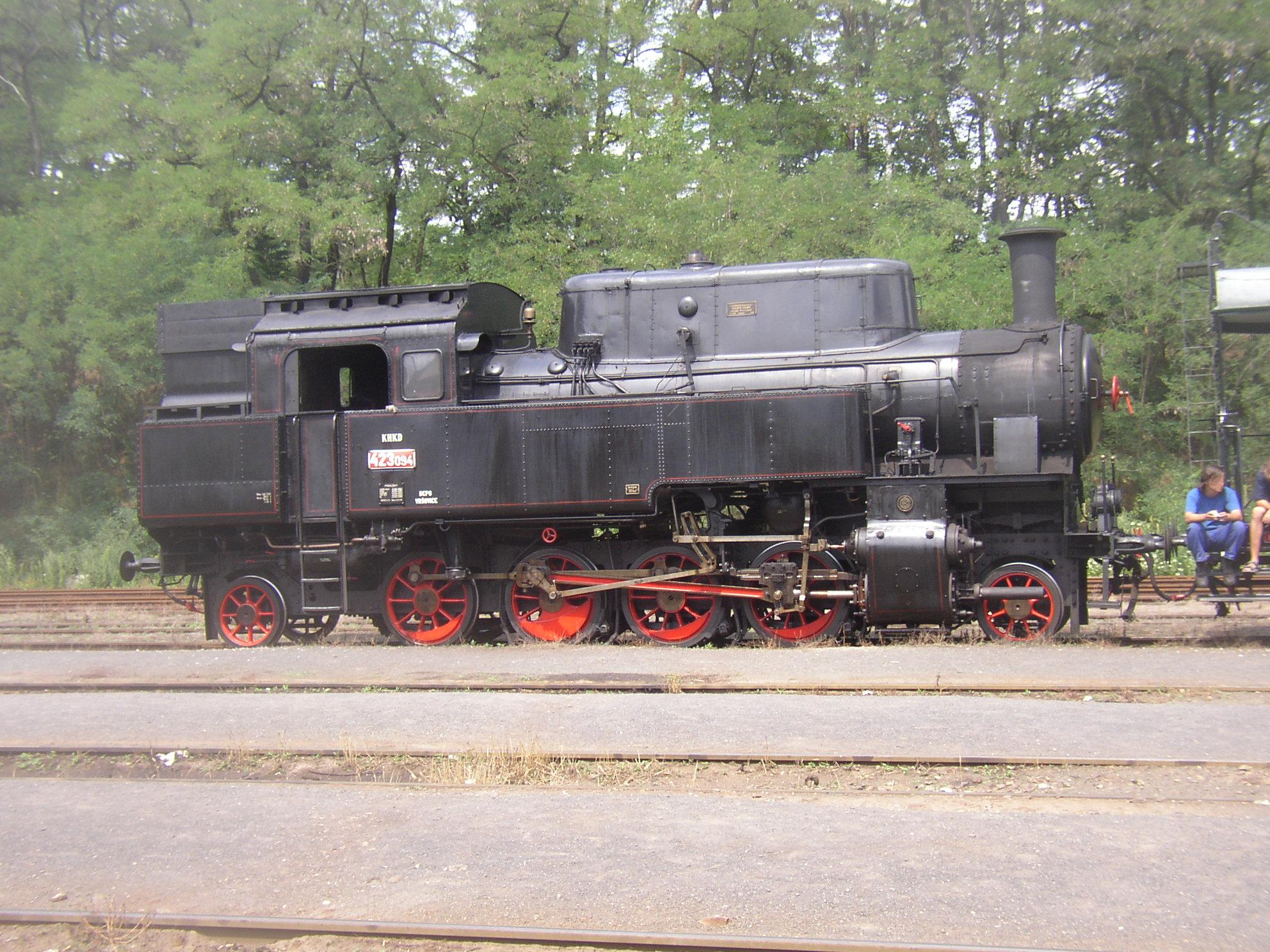
MÁV 460 sorozat szertartályos gőzmozdony

Azokat a gőzmozdonyokat, melyek szén- és vízkészletét magán a mozdonyon helyezik el, szertartályos gőzmozdonynak nevezik.

## Kialakulása, alkalmazási területei
A 19. század utolsó évtizedében a legfontosabb szállítási irányokat kiszolgáló vasúti fővonalak kiépítése után egyre több, kisebb forgalmú, helyi érdekű vasútvonal, mai szóval mellékvonal nyílt meg. Ezeken a vonalakon kezdetben a fővonali mozdonyok kisebb, könnyebb változatait alkalmazták, de hamarosan megjelent az igény, hogy ezen túlnyomórészt rövidebb vonalakon fordítás nélkül mindkét irányba azonos sebességgel közlekedni képes mozdonyok lássák el a forgalmat. Az e vonalakra jellemző kis teljesítményigény lehetővé tette, hogy működéshez szükséges víz- és szénmennyiséget magán a mozdonyon helyezzék el, így külön szerkocsi alkalmazására nem volt szükség. Ezt a mozdonykategóriát szertartályos (régiesen: szertartányos) gőzmozdonynak nevezik.
A másik alkalmazási terület, ahol a szertartályos gőzmozdonyok általánosan elterjedtek, a tolató és iparvágány-kiszolgáló feladatok ellátása volt. Itt nem követelik meg a nagy hatótávolságot (így nagy üzemanyag-készleteket), viszont fontos a mindkét menetirányba való jó kilátás, a mindkét irányba való azonos menettulajdonság, valamint a könnyű és gyors irányváltás.
Ugyancsak a mindkét menetirányban azonos menettulajdonság miatt terjedtek el a szertartályos gőzmozdonyok a nagyobb városok környéki, úgynevezett elővárosi személyszállító vonatainak továbbítására.

## Szerkezetük
A szertartályos gőzmozdonyok szerkezete alapvetően nem tér el szerkocsis társaikétól. A futómű kialakításánál törekedtek arra, hogy mindkét irányba azonos futási tulajdonságokat érjenek el, ezért a tengelyelrendezésük általában szimmetrikus volt, illetve nagyobb sebességek eléréséhez elöl és hátul is egy vagy két, a mozdony jó megvezetését biztosító futótengelyt alkalmaztak.
Mivel a szenet általában kézi tüzeléssel juttatták a tűzszekrénybe, ezért a széntartályt (vagy szénférőt, illetve szénputtonyt) a mozdony vezetőállása mögött, ritkábban pedig elöl, az állókazán mozdonyfűtő felőli oldalán helyezték el.
A vízkészletet leggyakrabban a mozdony hosszkazánja mentén két oldalt kialakított tartályokban helyezték el, melyeket alul közlekedőcső kötött össze. Ezek magasságát úgy szabták meg, hogy felette a mozdonyvezető a pályát megfigyelhesse. Egy régebbi megoldás, a mozdonykazánon nyeregszerűen elhelyezett víztartály éppen amiatt szorult vissza, mert a látómezőt lecsökkentette. Ezeken kívül gyakran alkalmazták a mozdony keretlemezei között elhelyezett víztartály-kialakítást, mely a keret merevítésében is részt vehetett.
Tolatómozdonyoknál előfordult, hogy a mozdony kezeléséhez szükséges eszközöket az állókazán-ajtófal mindkét oldalán elhelyezték, így a mozdonyt mindkét oldalról lehetett vezetni.